# Hu Jaobang
Hu Jaobang (kitajsko: 胡耀邦; pinjin: Hú Yàobāng, voditelj Ljudske republike Kitajske, * 20. november, 1915, Ljujang, Hunan, Republika Kitajska, † 15. april, 1989, Peking, Ljudska republika Kitajska. 
Rojen v mestu Ljujang, provinca Hunan, v revni kmečki družini. Hu je pri štirinajstih letih starosti zapustil dom in se pridružil kitajskim komunističnim silam, ter leta 1933 postal član Komunistične partije Kitajske. Sodeloval je v Dolgem maršu in v Rdeči armadi kot politični uradnik služil pod Deng Šjaopingom. Po razglasitvi Ljudske republike Kitajske je bil predsednik Zveze komunistične mladine. Zasedal je mnoge pozicije znotraj partije in po Veliki kulturni revoluciji postal (1979) generalni sekretar KP Kitajske.
S tega mesta je bil leta 1987 odstavljen zaradi neodločnosti in simpatiziranjem s študentskimi protesti leta 1986. Njegova smrt je bila leta 1989 eden od povodov za začetek protestov na Trgu nebeškega miru.